# Pierre Ansart (architecte)
Pour les articles homonymes, voir Ansart.
Pierre Ansart (architecte) ne doit pas être confondue avec Pierre Ansart, sociologue, spécialiste de Pierre-Joseph Proudhon.
Pierre Ansart, né le 13 juillet 1873 à Amiens et mort le 1er octobre 1941 à Saint-Valery-sur-Somme, est un architecte-décorateur de la première moitié du XXe siècle.

## Biographie
Petit-fils d’Aimé Duthoit, l'un des Frères Duthoit, neveu d'Edmond Duthoit et cousin de Louis Duthoit, architectes. Il est le père de Gérard Ansart.
Il effectue son service militaire au 72e régiment d'infanterie en 1894-1895. À partir de mars 1919 avec son cousin Louis Duthoit et Joseph Mallet, il participa à l'élaboration d'un plan d’embellissement et de rénovation urbaine de la ville d’Amiens. Ce plan fut abandonné par la ville qui adopta en 1923 un simple plan de redressement de voirie et d'alignement d'immeubles.
Secrétaire de la Commission diocésaine d’art religieux, il fonda avec son fils Gérard, le Groupement de Notre-Dame-des-Arts rassemblant notamment le sculpteur Georges Legrand, le marbrier Marcel Sueur, le maître verrier Georges Tembouret, le menuisier Tattegrain, le maçon Eugène Veau, les ferronniers anonymes de l’entreprise La Serrurerie picarde, l’électricien R. Audelin, le peintre en bâtiment Grevet... afin d’œuvrer à la reconstruction des édifices religieux dévastés pendant la Grande Guerre.
Il travailla durant l'entre-deux-guerres en étroite collaboration avec son fils Gérard. Son œuvre est issue de l'Art nouveau (Modern' Style classique).

## Distinctions
- Membre de l’Académie des sciences, des lettres et des arts d'Amiens,
- Membre honoraire de l’ Académie des sciences, lettres et arts d’Arras,
- Président de la Société des Antiquaires de Picardie
- Membre de la Commission du Musée de Picardie,
- Membre du comité des Amis des arts du département de la Somme,
- Membre des Rosati Picards
- Membre de la Commission départementale des sites[4].

## Œuvre
Pierre Ansart a travaillé à la décoration de nombreuses églises de Picardie pendant la reconstruction, parfois en collaboration avec son fils Gérard :
- Amiens,
  - église Saint-Maurice,
  - église Saint-Martin,
  - église Saint-Rémi,
- église Saint-Denis d'Airaines,
- église Saint-Fursy d'Authuille,
- église de la Nativité-de-la-Vierge de Cantigny,
- église Sainte-Radegonde de Cartigny,
- église Saint-Pierre de Chepy,
- église Saint-Nicolas de Coullemelle,
- église Saint-Matthieu de Fouilloy,
- église Saint-Martin de Maurepas,
- église Saint-Hilaire de Méricourt-l'Abbé,
- église Saint-Léger de Miraumont,
- église de l'Assomption de la Vierge de Noyelles-sur-mer,
- église Saint-Martin d'Oisemont,
- chapelle de Saint-Riquier,
- Chapelle funéraire de la famille Bellemère à Chepoix,
- église Saint-Quentin de Villers-Carbonnel,
- église Saint-Pierre de Vrély…

Il participa à la réalisation des monuments aux morts de
- Cartigny,
- Chépy,
- Rubempré…

Dans le quartier du Romerel de Saint-Valery-sur-Somme, Pierre Ansart a laissé deux villas d'inspiration néonormande et régionaliste :
- Villa La Tour (71, quai Jeanne d'Arc, 1885)
- Villa La Gribane (297, quai Jeanne d'Arc, 1932)